# MitternachtsSport
MitternachtsSport ist ein Fußball-Projekt zur Förderung der Integration und Gewaltprävention für Jugendliche, das 2007 in Berlin gegründet wurde.
2007 wurde in Berlin-Spandau ein Fußballspiel von Jugendlichen gegen Polizisten ausgetragen. Der Initiator und deutsch-kurdische Sozialpädagoge Ismail Öner verfolgte die Idee weiter und organisierte eine regelmäßig am Wochenende stattfindende Möglichkeit zum Hallenfußball-Spielen. In kleinen Gruppen treten die Jugendlichen zwischen 14 und 25 Jahren gegeneinander an, jeweils freitags und samstags nachts in der Zeit von 20:00 bis 3:00 Uhr. 2010 wurde der Verein MitternachtsSport e.V. zum Projekt gegründet, und eine Reihe prominenter Sportler konnten als Schirmherren, hier Großer Bruder bezeichnet, gewonnen werden. Darunter sind Jérôme Boateng und Änis Ben-Hatira. 2013 widmete der Rapper Dú Maroc (feat. Jonesmann) seinen Song One Touch dem Projekt, die Single erreichte Platz 66 in den deutschen Charts.
Das Projekt wurde mehrfach ausgezeichnet, darunter 2013 mit dem Bambi für Integration und 2014 mit dem Integrationspreis des Deutschen Fußball-Bunds.